# Algemene begraafplaats Roeterdsweg
De Algemene begraafplaats Diepenveen is een begraafplaats aan de Roeterdsweg in de Overijsselse plaats Diepenveen. De gehele begraafplaats is beschermd als gemeentelijk monument. Voor nieuwe graven is begraafplaats gesloten.
De Diepenveense oorlogsgraven zijn op deze begraafplaats gesitueerd. Hier vindt elk jaar op 4 mei de Dodenherdenking plaats.

## Geschiedenis
De begraafplaats aan de Roeterdsweg is in gebruik genomen nadat het kerkhof aan het Kerkplein vol was geraakt. De dodenakker bestaat uit twee delen: het oudste deel dat in 1838 werd geopend is direct verbonden met de uitbreiding van 1930. Op beide delen worden sinds 1980 geen nieuwe graven meer aangelegd, begraven is nog wel mogelijk in bestaande familiegraven.

## Vormgeving
Vanuit het poortgebouw uit 1935 gaat een centrale as naar achter. Links van de centrale as ligt het oudste deel van de begraafplaats, rechts het nieuwere. Het rechtse deel heeft duidelijk afgebakende grafvelden. Het oude veld heeft wat meer diffusere borders, maar kent wel hoofdpaden die de structuur bepalen.

## Bijzonder grafmonument

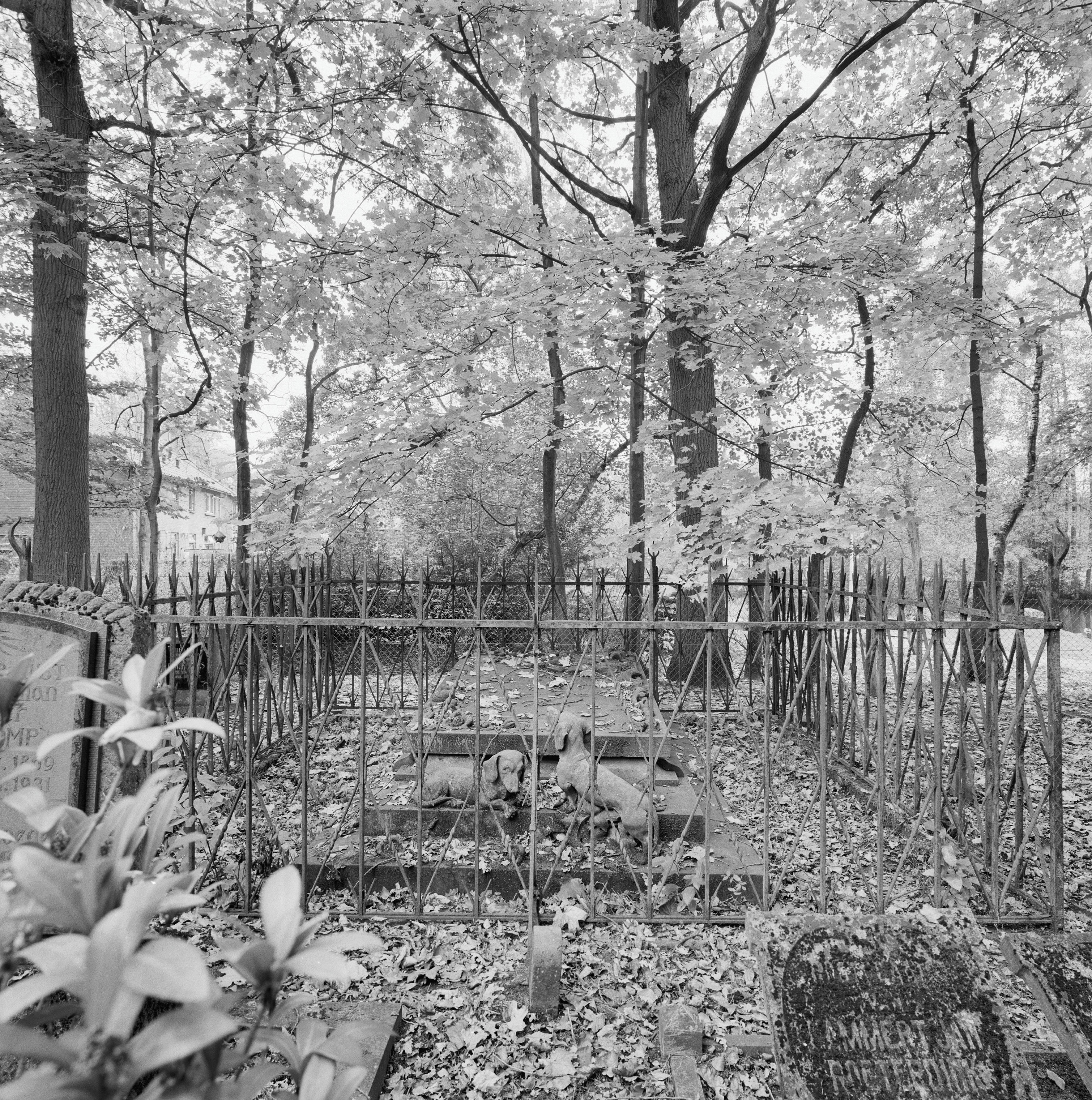
Graf van Cécile Smissaert

Geheel achteraan op het oude gedeelte van de begraafplaats ligt het graf van jonkvrouwe Cécile de Kock (1847 - 1893), die gehuwd was met Otto Smissaert van de Haere. Het grafmonument bestaat uit een grote verhoogd liggende stenen plaat met in rijk uitgevoerd reliëf onder andere het familiewapen en de grafspreuk Haar leven was liefde gebeiteld. Aan de voet van het gedenkteken bevinden zich twee plastieken van teckels. Het graf is omgeven door een smeedijzeren hek. Ontwerper is de architect Pierre Cuypers. Het monument bevond zich oorspronkelijk op landgoed De Hei onder Olst maar werd later naar de Roeterdsweg verplaatst.

## Renovatie
In 2013 werden meer dan vijftig graven op het oude gedeelte van de begraafplaats door een groep vrijwilligers gerestaureerd. Twee graven kregen nieuwe (houten) grafzerken en andere zerken werden schoongemaakt. Het hek rondom het graf van Cécile Smissaert werd geverfd en delen werden hersteld. Ook werd op een graf een graftrommel herplaatst.